# Álex Serrano
Alejandro Serrano García (Barcelona, España, 6 de febrero de 1995), conocido como Álex Serrano, es un futbolista español que juega como centrocampista en el Turan Tovuz de la Liga Premier de Azerbaiyán. Es hijo del exjugador y entrenador asturiano de fútbol Mino Serrano.

## Trayectoria
Nació en 1995 en Barcelona, ciudad de su madre, aunque pronto se trasladó a Gijón. Comenzó la práctica del fútbol en el Colegio Virgen Mediadora, para pasar después al Club de Fútbol Quinta San Eutiquio y al Club Deportivo Roces antes de incorporarse a las categorías inferiores del Real Sporting de Gijón en 2007. En la temporada 2010-11, cuando aún se encontraba en categoría cadete, debutó en Segunda División B con el Real Sporting de Gijón "B". A partir de la campaña 2013-14 pasó a formar parte de la plantilla del primer equipo. El 12 de enero de 2014 debutó con el Sporting en un partido de Liga de Segunda División frente al C. D. Tenerife disputado en el estadio Heliodoro Rodríguez López.
El 22 de junio de 2015 se anunció su incorporación al R. C. D. Espanyol "B", con el que rescindió su contrato al final de la temporada 2015-16. De cara a la temporada 2016-17 fichó por el R. C. D. Mallorca "B". Llegó al primer equipo y pasó por el R. C. Celta de Vigo "B" antes de firmar en agosto de 2019 por el Salamanca C. F. UDS.
Después de su paso por tierras salmantinas, siguió su carrera en el C. F. Talavera de la Reina y la U. E. Cornellà. Dejó este club al finalizar la temporada 2020-21 y entonces decidió probar suerte fuera de España en el Górnik Łęczna polaco, el FC Hebar Pazardzhik búlgaro y el Turan Tovuz azerí.

## Selección nacional
Fue internacional con España en las categorías sub-18, con la que se proclamó campeón de la Copa del Atlántico en 2013; y sub-19, con la que disputó la Eurocopa de 2013 celebrada en Lituania.

## Clubes
| Club                       | País       | Año       |
| -------------------------- | ---------- | --------- |
| Real Sporting de Gijón "B" | España     | 2011-2013 |
| Real Sporting de Gijón     | España     | 2013-2015 |
| R. C. D. Espanyol "B"      | España     | 2015-2016 |
| R. C. D. Mallorca "B"      | España     | 2016-2017 |
| R. C. D. Mallorca          | España     | 2017-2018 |
| R. C. Celta de Vigo "B"    | España     | 2018-2019 |
| Salamanca C. F. UDS        | España     | 2019-2020 |
| C. F. Talavera de la Reina | España     | 2020      |
| U. E. Cornellà             | España     | 2021      |
| Górnik Łęczna              | Polonia    | 2021-2022 |
| F. C. Hebar Pazardzhik     | Bulgaria   | 2022-2023 |
| Turan Tovuz                | Azerbaiyán | 2023-     |